# 7868 Barker
7868 Barker è un asteroide della fascia principale del diametro medio di circa 18,43 km. Scoperto nel 1984, presenta un'orbita caratterizzata da un semiasse maggiore pari a 2,6836003 UA e da un'eccentricità di 0,2002492, inclinata di 12,00602° rispetto all'eclittica.